# Hedwig Porsch
Hedwig Porsch (* 1969 in Würzburg) ist eine deutsche Theologin.

## Beruflicher Werdegang
Hedwig Porsch studierte von 1990 bis 1995 katholische Theologie an der Katholischen Universität Eichstätt. Von 1995 bis 2000 absolvierte sie eine Ausbildung zur Pastoralreferentin in der Diözese Würzburg und war sechs Jahre lang in diesem Amt tätig. Von 1997 bis 2001 war sie Dekanatsjugendseelsorgerin im Dekanat Ebern. 2007 wurde sie an der katholischen Fakultät der Universität Bamberg im Fach Moraltheologie zum Thema «Gleichgeschlechtliche PartnerInnenschaft im Diskurs» promoviert. Nachdem sie in der katholischen Kirche deutschlandweit keine Festanstellung mehr fand und diese zur Bedingung gehabt hätte, ihre gleichgeschlechtliche Partnerschaft zu verheimlichen, wechselte sie zunächst als Bildungsreferentin in die Evangelisch-Lutherische Kirche in Bayern. 2014 trat sie in die Evangelisch-Lutherische Kirche in Bayern über und wurde 2015 zur Pfarrerin ordiniert. Seitdem wirkt sie als Pfarrerin der Evangelisch-Lutherischen Kirchengemeinde Heiligkreuz im oberfränkischen Coburg.

## Privates
Porsch ist verheiratet mit Sylvia Gebhart.

## Auszeichnungen und Ehrungen
- Von 2002 bis 2005 war Porsch Stipendiatin der Friedrich-Naumann-Stiftung.
- 2008 wurde Porsch für ihre Dissertation mit dem Soroptimistinnen-Preis des Bamberger Soroptmistinnenclubs Kunigunde an der Universität Bamberg ausgezeichnet.[3]
- 2020 erhielt Porsch den Herbert-Haag-Preis der Herbert Haag Stiftung für Freiheit in der Kirche. Er stellt die konstruktive Auseinandersetzung mit sexueller Vielfalt ins Zentrum.[4][5]

## Werke
- Sexualmoralische Verstehensbedingungen: Gleichgeschlechtliche PartnerInnenschaften im Diskurs.  Stuttgart, W. Kohlhammer Verlag, 2008 (Dissertation), ISBN 978-3-17-020439-3